# Onicosi
Una onicosi o onicopatia o malaltia de les ungles o és una malaltia o deformitat de l'ungla. Tot i que l'ungla és una estructura produïda per la pell i és un apèndix de la pell, les malalties i trastorns de les ungles tenen una classificació diferent, ja que tenen els seus propis signes i símptomes que poden relacionar-se amb altres afeccions mèdiques. Algunes afeccions de les ungles que mostren signes d'infecció o inflamació poden requerir assistència mèdica.

## Malalties
- Oníquia
- Ungla encarnada o onicocriptosi
- Onicodistròfia
- Onicogrifosi
- Onicòlisi
- Onicomadesi
- Onicomicosi
- Onicorrexi
- Paroníquia
- Coiloníquia o celoníquia
- Hematoma subunguial
- Acropàquia o dit de baqueta de timbal